# Éric-Emmanuel Schmitt
Eric-Emmanuel Schmitt (Sainte-Foy-lès-Lyon, 1960. március 28. –) francia-belga drámaíró, novella- és regényíró, valamint filmrendező. Drámáit a világ több mint ötven országában állították színpadra.

## Élete

### Korai évek
Eric-Emmanuel Schmitt szülei testnevelő és sporttanárok voltak, édesapja később gyógytornász és masszőr lett a gyermekkórházakban. Francia bokszbajnok is volt, míg édesanyja érmes futó volt. Nagyapja kézműves ékszerész volt.
A La Nuit de Valognes (Don Juan a tárgyaláson) "Classiques & Contemporains" kiadása azt állítja, hogy Schmitt lázadó tinédzserként ábrázolja magát, aki gyűlölte a bölcsességet, és néha hajlamos volt erőszakos kitörésekre. Schmitt szerint azonban a filozófia mentette meg, és tanította meg arra, hogy önmaga legyen, szabadnak érezze magát. Egy nap édesanyja elvitte a Théâtre des Célestinsbe, hogy megnézze Edmond Rostand Cyrano de Bergerac című művét Jean Marais főszereplésével. Fia könnyekig meghatódott, és a színház iránti szenvedélye magvait elvetette. Az előadás után azt mondta édesanyjának, hogy szeretne "olyan lenni, mint a plakáton szereplő férfi"; anyja azt hitte, hogy a színészre, Jean Maraisra gondol, de ő azt válaszolta: "Nem!" és felolvasta a nevet az „Edmond Rostand” plakáton. Aztán elkezdett írni. Később ezt mondta: "Tizenhat évesen rájöttem (vagy eldöntöttem), hogy író vagyok, és írtam, készítettem és játszottam az első darabjaimat a középiskolában." Stílusának javítása érdekében őrült buzgalommal vetette bele magát a pasztics és az újraírás gyakorlataiba, különösen Molière-re.

### Tanulmányai
A francia elit egyetemek Lycée du Parc-ban tartott felkészítő órái után Schmitt sikeres felvételi vizsgát tett az École normale supérieure-ra. 1980 és 1985 között ott volt diák, majd a legkiválóbb francia filozófia tanári képesítéssel (agrégé de philosophie) végzett. 1987-ben PhD fokozatot kapott a Párizs-Sorbonne Egyetemen „Diderot és metafizika” című disszertációjáért, amely 1997-ben jelent meg „Diderot avagy a csábítás filozófiája” címmel.
2002 óta Brüsszelben él, és 2008-ban belga állampolgárságot kapott.

### Pályafutása
Schmitt katonai szolgálatát a Saint-Cyr Katonai Akadémián töltötte, majd két évet a Besançoni Egyetemen tanársegédként. A cherbourg-i középiskolában tanított, majd a Chambéry Egyetemen négy évig tanított.
1989. február 4-én éjszaka elszakadt társaitól az Ahaggar-sivatagba vezető expedíció során, és a Szahara hatalmas kiterjedésein olyan spirituális élményen ment keresztül, amely nem volt más, mint egy isteni kinyilatkoztatás. Abban a pillanatban azt mondja, hogy az elméjét a „Minden jogos” szavak töltötték meg. Schmitt úgy véli, hogy ez a rendkívüli élmény tette lehetővé számára, hogy betörjön az írásba. A 2015 szeptemberében megjelent La Nuit de Feu (Tűz éjszakája) című regényében írja le.
Az 1990-es években drámái több országban is gyors sikereket hoztak számára. A La nuit de Valognes volt az első, amelyet 1991 szeptemberében adták elő a nantes-i Espace 44-ben. Következő darabja, a Le Visiteur (Látogató) 1994-ben három díjat nyert a Molière-díjátadón. Ekkor határozta el, hogy teljes egészében az írásnak szenteli magát, és feladta a Chambéry Egyetemen betöltött előadói pozícióját.
A Variations énigmatiques 1996-ban kapta meg első előadását, Alain Delon és Francis Huster főszereplésével. 1998-ban a Frédérick ou le boulevard du crime című darabja Franciaországban és Németországban egyszerre mutatkozott be, az eredeti produkcióban Jean-Paul Belmondo játszott a Théâtre Marigny-ban. 2001-ben az Ibrahim úr és a Korán virágait (M. Ibrahim et les Fleurs du Coran) Franciaországban és Németországban is színpadra állították és kiadták. 2004-ben a könyv több mint 250 000 példányban kelt el Franciaországban és 300 000 példányban Németországban.
Schmitt három egyfelvonásost is írt humanitárius célokra. Francis Huster alakította az ördögöt az Ördög iskolája´ban (L'École du diable), amelyet Schmitt az Amnesty International estjére írt. Az Ezeregyéjszaka (Mille et un jours) a Secours populaire francia jótékonysági szervezet által szervezett "A kultúra megváltoztatja az életet" kampányhoz (La Culture ça change la vie) íródott.
A 2000-es évek elején több regényt és novellát írt. A 2000-ben megjelent Pilátus evangéliuma (L'Évangile selon Pilate) című, Jézus Krisztusról szóló regény, amelyet Pilátus szemszögéből meséltek el, kritikai elismerést és hatalmas eladásokat vívott ki. A következő évben újabb regényt készített egy vitatott történelmi személyiségről: Az Alternatív hipotézis (La Part de l'autre) egy alternatív történet, amelyben a fiatal Adolf Hitlert 1908-ban felvették a bécsi Képzőművészeti Akadémiára, elindítva őt az úton, hogy elismert festővé váljon; ami ezután következik, megváltoztatja a történelem menetét az egész világ számára. Ezután megírta a Faust-mítosz szeszélyes és szatirikus változatát: Amikor műalkotás voltam (Lorsque j'étais une oeuvre d'art – 2002).
A Le Cycle de l'invisible (A láthatatlan körforgása) című könyvét alkotó mesék elragadtatták az olvasókat és a közönséget a francia nyelvterületen és azon túl is, mind a színpadon, mind a könyvesboltokban. "Milarepa" a buddhizmussal, "Monsieur Ibrahim et les fleurs du Coran" a szúfizmussal, az "Oscar és a hölgy rózsaszínben" (Oscar et la Dame rose – 2002) a kereszténységgel, a "Noé gyermeke" (L'Enfant de Noé – 2004) a judaizmussal, "A szumóbirkózó, aki nem tudott elhízni" (Le Sumo qui ne pouvait pas grossir – 2009) a zen buddhizmussal, a "A tíz gyermek, ami Mrs. Mingnek soha nem volt" (Les Dix Enfants que madame Ming n'a jamais eus" – 2012) a konfucianizmussal foglalkozik. Minden generációhoz tartozó olvasók milliói olvassák őket.
Az új kifejezésmódok felfedezésére törekvő Schmitt írt egy autofikciós művet Életem Mozarttal (Ma Vie avec Mozart) címmel, amely Dél-Koreától Norvégiáig nyolc különböző országban jelent meg. Ezt a zene- és szókompozíciót színészek és hangszeresek is előadhatják. Az első általa írt és rendezett filmhez hasonlóan Schmitt novellagyűjteményt adott ki, Odette Toulemonde et autres histoires (Odette Toulemonde és más történetek), amelyek a nők és boldogságkeresésük ünnepe. Odette Toulemonde könyvként és filmként is bejárta Európát. 2007-ben az Ostende álmodozója (La Rêveuse d'Ostende), a képzelet erejének lírai tisztelgése követte, míg 2010-ben megjelent a harmadik gyűjtemény: Koncert egy angyal emlékére (Concerto à la mémoire d'un ange) ), négy történet, amelyek a megváltás témájával foglalkoznak, és elnyerték a "Prix Goncourt de la Nouvelle"-t. A negyedik gyűjtemény, a Két brüsszeli úr (Les Deux Messieurs de Bruxelles – 2012) a láthatatlan szerelem témáját, míg az ötödik, A megbocsátás bosszúja (La Vengeance du Pardon) (2017) a megbocsátással foglalkozik. Ezek a gyűjtemények egyedülállóak abból a szempontból, hogy a regényhez hasonlóan mindegyiknek van eleje, közepe és vége, minden kötet egy-egy konkrét kérdést több történeten keresztül vizsgál meg.
2008-ban visszatért a regényhez, amikor megjelent az Ulysse from Bagdad (bagdadi Odüsszeusz), ami egy olyan emberről szóló mese, aki egy olyan utazásra vállalkozik, amilyent milliók tesznek meg, hogy biztonságos helyet keressenek: egy potyautas története. A kortárs pikareszk saga az emberi állapotról, a regény azon a kérdésen gondolkodik: vajon a határok identitásunk fellegvára vagy illúzióink utolsó bástyája?
A Mozart iránti szenvedélyes lelkes amatőr zenész, Schmitt két Mozart művének, a Figaro házasságának és a Don Giovanninak a francia fordításával tette le névjegyét az opera világában. Zenét is komponált és CD-t is készített.
Manapság továbbra is szépirodalmat és színdarabokat ír, de a forgatókönyvírásra koncentrál. Odette Toulemonde (2007), a boldogságról szóló film Catherine Frot és Albert Dupontel főszereplésével, majd az Oscar and the Lady in Pink (2009) képernyőadaptációja követte Michèle Laroque, Max von Sydow, Amira Casar és Mylène Demongeot szereplésével.
Schmitt a világ egyik legolvasottabb és legtöbbet előadott francia nyelvű kortárs szerzője. Műveit 45 nyelvre fordították le, és több mint 50 országban állították színpadra. Drámái folyamatosan szerepelnek új produkciókban és újjáéledésekben mind a nemzeti, mind a magánszínházakban világszerte, és ma már a kortárs repertoár részét képezik.
2012 januárjában Eric-Emmanuel Schmitt bejelentette, hogy Bruno Metzger producerrel és színésszel közösen átveszi a Théâtre Rive Gauche igazgatói posztját. Egy felújítási időszakot követően a Théâtre Rive Gauche 2012 szeptemberében nyitotta meg kapuit, és most kortárs produkcióknak ad otthont.
2012. június 9-én, szombaton a Belga Királyi Francia Nyelvi és Irodalmi Akadémia Eric-Emmanuel Schmitt-et 33-as székhellyel (külföldi irodalmi tag) delegálta Hubert Nyssen helyére; A 33-as ülést egykor Anna de Noailles, Colette és Jean Cocteau foglalta el. A nyilvános ülésre és fogadásra 2013. május 25-én került sor.
2015-ben kiadta a Tűz éjszakáját (La Nuit de Feu), amely az Ahaggar-sivatagban 1989-ben átélt kinyilatkoztatásról szól, amely az egykori ateistát hívővé változtatta. Most úgy vallja magát, hogy "agnosztikus, aki hisz". A "Létezik Isten?" kérdésre azt válaszolja: "Nem tudom, de szerintem igen." 2016-ban Eric-Emmanuel Schmittet társai egyhangúlag a Goncourt-díj zsűritagjává választották, ő foglalja el Edmonde Charles-Roux borítóját, és kiadott egy detektívregényt az erőszakról és a szentségről, A férfi, aki átlát az arcokon (L'Homme qui voyait à travers les visages).
2017 tavaszán nyilvánosan beszélt gyermek- és serdülőkoráról az Amikor felnövök, gyerek leszek (Plus tard, je serai un enfant) című interjúkötetben, amelyet Catherine Lalanne készített.
Schmitt felvázolt egy nyolckötetes eposzt, Az idő múlása címmel az emberiség történetét meséli el. Eddig csak az első négy rész jelent meg, mégpedig a Paradis perdus („Elveszett paradicsom”, 2021); La porte du ciel („A mennyország kapuja”, 2021); Le soleil sombre („A sötét nap”, 2022) és La lumière du bonheur („A boldogság fénye”, 2024).

### Egyéb tevékenységek
2016-ban Schmitt kommentátor volt a riói olimpián Patrick Montel, Alexandre Boyon, Stéphane Diagana és Nelson Monfort mellett a France Télévisions műsorában.

## Bibliográfia

### Regények
- La Secte des égoïstes, 1994.
- L'Évangile selon Pilate, 2000.
- La part de l'autre, 2001.
- Lorsque j'étais une oeuvre d'art, 2002.
- Ma vie avec Mozart, 2005.
- Ulysse from Bagdad, 2008.
- La Femme au miroir, 2011.
- Les Perroquets de la place d'Arezzo, 2013.
- L'Élixir d'amour, 2014.
- Le poison d'amour, 2014.
- La nuit de feu, 2015.
- L'Homme qui voyait à travers les visages, 2016.
- La Traversée des temps, 1: Paradis perdus (2021)
- La Traversée des temps, 2: La Porte du ciel (2021)
- La Traversée des temps, 3: Soleil sombre (2022)
- La Traversée des temps, 4: La Lumière du bonheur (2024)
- La Rivale, Albin Michel (2023)

### Novellagyűjtemények
- Odette Toulemonde et autres histoires (2006)
- La Rêveuse d'Ostende (2007)
- Concerto à la mémoire d'un ange (mars 2010)
- Les Deux Messieurs de Bruxelles (novembre 2012)
- La Part de Reine, dans 13 à table ! 2015, Paris : Pocket n° 16073
- La Vengeance du pardon (2017)

### Cycle de l'invisible
A láthatatlanok ciklusa számos regényt és történetet foglal magába:
- Milarepa (1997)
- Monsieur Ibrahim et les Fleurs du Coran (2001)
- Oscar et la Dame rose (2002)
- L'Enfant de Noé (2004)
- Le Sumo qui ne pouvait pas grossir (2009)
- Les Dix Enfants que madame Ming n'a jamais eus (2012)
- Madame Pylinska et le Secret de Chopin (2018)
- Félix et la Source invisible (2019)

### Önéletrajz
- Ma vie avec Mozart", 2005.

### Esszék
- Diderot ou la philosophie de la séduction, 1997.

### Színdarabok
- La nuit de Valognes, 1991.
- Le Visiteur, 1993.
- Golden Joe, 1995.
- Variations énigmatiques, 1996.
- Le Libertin, 1997.
- Frédérick ou le Boulevard du Crime, 1998.
- L'École du diable, 1999.
- Hôtel des deux mondes, 1999.
- Le Bâillon, 2000.
- Mille et un jours, 2001.
- Petits crimes conjugaux, 2004.
- La tectonique des sentiments, 2008.
- ("Le Bossu", 2008) -- Paul Féval(wd) regénye alapján
- ("Milady", 2010)
- ("Kiki van Beethoven", 2010)
- ("Le Journal d'Anne Frank", 2012) -- from The Diary of Anne Frank
- ("Un homme trop facile", 2013)
- ("The Guitrys", 2013)
- ("La trahison d’Einstein", 2014)
- ("Georges et Georges", 2014)
- ("Si on recommençait", 2014)
- ("Le joueur d’échecs", 2014) – Stefan Zweig: Sakknovella(wd)  c. kisregényéből
- ("L’Élixir d’amour, 2015)
- ("Hibernatus, 2015)
- ("Vingt-quatres heures de la vie d’une femme, 2015) – Stefan Zweig: Huszonnégy óra egy asszony életéből c. kisregényéből
- ("Libres sont les papillons, 2016) – Leonard Gershe(wd): A pillangók szabadok(wd) c. művéből

### Operafordítások
- Les Noces de Figaro
- Don Giovanni

### Magyarul megjelent
- Oszkár és Rózsa mami (Oscar et la dame rose) – Európa, Budapest, 2004 · ISBN 9630776332 · Fordította: Gulyás Adrienn
- Ibrahim úr és a Korán virágai (Monsieur Ibrahim et les fleurs du Coran) – Európa, Budapest, 2005 · ISBN 963077772X · Fordította: Balla Katalin
- Noé gyermeke (L'enfant de Noé) – Európa, Budapest, 2007 · ISBN 9789630781350 · Fordította: Gulyás Adrienn
- Elveszett édenek (Paradis perdus) – Helikon, Budapest, 2023 (Időutazás sorozat) · ISBN 9789634797098 · Fordította: Lőrinszky Ildikó
- Jeruzsálem kihívása. Utazás a Szentföldre (Le défi de Jérusalem) – Helikon, Budapest, 2024 · ISBN 978-963-620-240-8 · Fordította: Kácsor Zsolt, Ferenc pápa utószavával

## Válogatott filmográfia
- Oscar et la dame rose (2009)
- Odette Toulemonde (2006)
- Monsieur Ibrahim et les fleurs du Coran (Monsieur Ibrahim és a Korán virágai) (2003)
- The Libertine (A vágy forradalma) (2000)

## Fordítás
- Ez a szócikk részben vagy egészben  az   Éric-Emmanuel Schmitt című angol Wikipédia-szócikk fordításán alapul.  Az eredeti cikk szerkesztőit annak laptörténete sorolja fel. Ez a jelzés csupán a megfogalmazás eredetét és a szerzői jogokat jelzi, nem szolgál a cikkben szereplő információk forrásmegjelöléseként.